# Cár

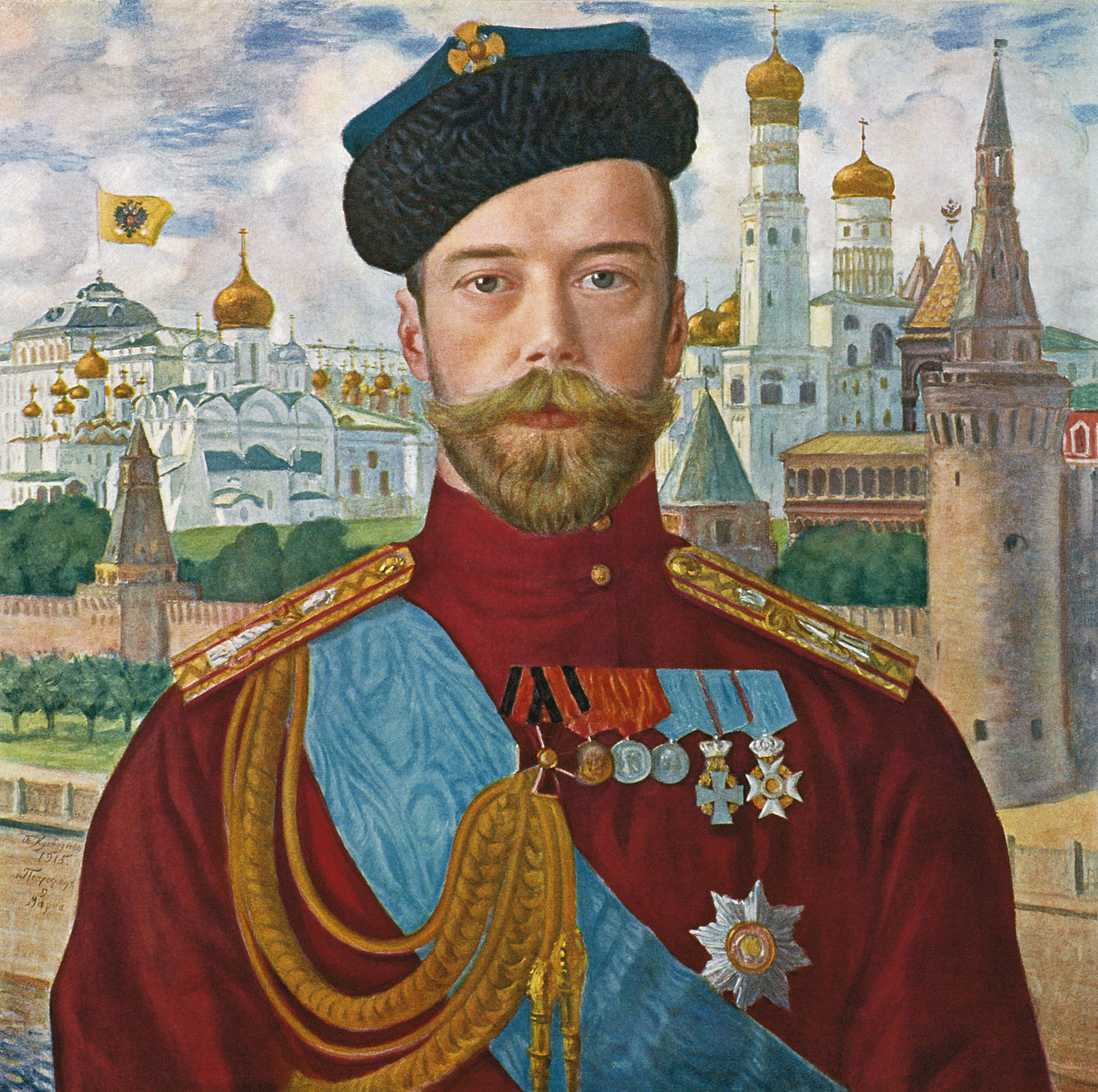
II. Miklós orosz cár

A cár kifejezés a király, szuverén uralkodó szláv megfelelője, melyet a Bizánci Birodalom szomszédságában élő bolgár kánok vettek fel először, majd példájukat követve egyes szerb uralkodóknak is rangja volt. Noha legtovább Bulgáriában maradt fenn, a legismertebb az orosz cárság (1547–1918). Az orosz cár 1721. október 22-től, Nagy Pétertől kezdve hivatalosan ugyan a minden oroszok császára (Императоръ Всероссійскій – Imperator Vszerosszijszkij) címet viselte, de a mindennapokban továbbra is cárnak nevezték.

## A szó eredete
A szó voltaképen a caesar latin szó rövidítése, amit az is bizonyít, hogy a leginkább cárevicsként ismert trónörököst sokáig cezarevics néven is emlegették. A szó a legrégibb szlávságban is előfordul, ugyanis az orosz írók a Bibliában a görög baszileuszt cárnak fordították. Az első orosz cár IV. (Rettegett) Iván (1533–1547 mint fejedelem) 1547-ben „minden oroszok cárjá”-vá koronáztatta magát. Az utolsó orosz cár II. Miklós volt (1917-ben lemondatva). 1721-től a cár az állami és egyházi hatalom feje Oroszországban.

## Cárságok
- Bolgár. Először a bolgár kánokat nevezték az al-dunai szlávok cároknak, és miután a bolgárok elszlávosodtak, állandóan megmaradt náluk ez a cím. 913-ban a bizánciak is elismerték I. Simeont cárnak. Ettől kezdve Bulgária – az oszmán alávetettség hosszú, majd 500 éves időszakát kivéve – a második világháború végéig cárok uralkodása alatt állt.

- Szerb. A szerb királyok közül István Dusán 1346-ban vette föl a cári címet, s viselte fia, V. Uroš is.

- Orosz. Az orosz fejedelmek eredeti cime knyáz (fejedelem) és velikij knyaz (nagyfejedelem) volt. Ez utóbbi elnevezések a cári időkben is megmaradtak herceg, illetve nagyherceg jelentéssel, utóbbi címmel az uralkodóház tagjait illették. Legelőször Rettegett Iván koronáztatta meg magát cárként 1547-ben; ettől kezdve 1721-ig cár volt az orosz uralkodók főcíme.

Az orosz császárt hivatalos iratokban és okmányokban imperatornak vagy oroszosan goszudar-nak (úr) címezték. A nagy északi háború 1721-es lezárását követően Nagy Péter és utódai hivatalosan is az imperatori címet használták.
- Mongol. Az oroszok eredetileg a fejedelmeik felett hűbérúrként uralkodó, majd később általuk meghódított „tatár” kánokat nevezték cárnak, így először az Arany Horda uralkodóit, később a szibériai, kazányi és asztrahányi kánokat. A fehér cár elnevezés a mongol időkből származik, jelentése független, hűbért nem fizető uralkodó.

## Cárevics
A mindenkori orosz cár fiainak elnevezése. 1718-tól a cárevics közül a trónörököst velikij knyaz (nagyhercegi) titulussal is felruházták. 1798-tól 1917-ig a trónt öröklő ~ cezarevics (naszlednyik ceszarevics i velikij knyaz) hivatalos címet kapott.

## Carevna
A cár leánya, 1798-ig esetleg trónjának örököse is (ez utóbbi címet 1798–1917 között a cezarevna hivatalos titulusra változtatták).

## Carica
A cár felesége, illetve önállóan uralkodó női cár (cárnő pl.: II. Katalin orosz cárnő).

## Cezaropapizmus
Egyházpolitikai rendszer, melyben az egyházi és világi hatalom ugyanannak az uralkodónak a kezében van. Bár a nyugati keresztény tanítás szerint az egyházi (pápai) és világi hatalom elkülönül, a Bizánci Birodalomban az egyházi főhatalom az uralkodóé volt. A cezaropapizmus szélsőséges formájaként ismert ez a hatalomösszpontosítás, mivel itt az uralkodó dogmatikus kérdésekben is ítélkezik. Hasonló hatalmi jogosítványok feltűnnek Nyugat-Európában is. A cári Oroszország uralkodói is biztosították maguknak a cezaropapizmusban kifejeződő jogokat 1721 és 1917 között.